# Nemzeti bajnokság I 1902
Druhý ročník Nemzeti bajnokság I 1902 (1. maďarské fotbalové ligy) se konal v roce 1902.
Turnaje se účastnilo pět klubů, které byli v jedné skupině a hrály dvakrát každý s každým. Soutěž ovládl obhájce minulého ročníku Budapešť TC, který vyhrál sedm utkání.